# Exaeretia ciniflonella
Exaeretia ciniflonella là một loài bướm đêm thuộc họ Oecophoridae. Nó được tìm thấy ở Đảo Anh to Fennoscandia, phía nam trough Đức to Ý, phía đông through Áo, Ba Lan và vùng Baltic to phần phía đông của miền Cổ bắc. Nó cũng có mặt ở miền tây Bắc Mỹ.
Sải cánh dài 17–24 mm. Con trưởng thành bay từ tháng 7 đến tháng 8 và overwinter. They sometimes appear một lần nữa vào the đầu spring.
Ấu trùng ăn các loài Betula, Populus và Salix in a rolled hoặc folded leaf.